# Joegoslavië op het Eurovisiesongfestival 1983
Joegoslavië nam deel aan het Eurovisiesongfestival 1983, gehouden in München, Duitsland. Het was de 19de deelname van Joegoslavië aan het festival.
De nationale omroep JRT was verantwoordelijk voor de Joegoslavische bijdrage van 1983.

## Selectieprocedure
De Joegoslavische inzending werd gekozen via de nationale voorronde Jugovizija. De finale hiervan vond plaats op 4 maart 1983.
In totaal deden er 16 liedjes mee in de nationale finale. De winnaar werd gekozen door 8 regionale jury's die punten volgens het Eurovisie-systeem mochten geven.

### Uitslag
| Volgorde | Lied                             | Artiest                                 | Punten | Plaats |
| -------- | -------------------------------- | --------------------------------------- | ------ | ------ |
| 1        | Sviraj za Mariju                 | Milorad Nonin                           | 31     | 8      |
| 2        | Vrati se                         | Brano Milisic                           | 18     | 11     |
| 3        | Ti si nemoguc                    | Sunceve Pege                            | 24     | 9      |
| 4        | Posadi cvijet                    | Miso Kovac                              | 22     | 10     |
| 5        | Adrijana                         | Marjan Smode                            | 44     | 4      |
| 6        | Opera                            | Silva Deloska & Kim                     | 12     | 13     |
| 7        | Sitnije, Cile, sitnije           | Lepa Brena & Slatki Greh                | 34     | 7      |
| 8        | So najlepse pesmi ze napisane    | Hazard                                  | 9      | 14     |
| 9        | Dodji da me vidis                | Grupa Cod                               | 16     | 12     |
| 10       | Fjala behet zog, dielli behet sy | Shpresa Gashi                           | 3      | 15=    |
| 11       | Lidu lidu du                     | Maja Odzaklievska                       | 46     | 3      |
| 12       | Dashuria ne lulezim              | Milica Milosavljević & Gazmend Pallaska | 3      | 15=    |
| 13       | Rudi                             | Bebi Dol                                | 36     | 6      |
| 14       | Na svoj nacin                    | Indexi                                  | 40     | 5      |
| 15       | Volim te od 9 do 2               | Novi Fosili                             | 54     | 2      |
| 16       | Dzuli                            | Danijel Popović                         | 72     | 1ste   |

## In München
In München moest Joegoslavië als 12de aantreden, na Nederland en voor Cyprus. Popović ontving vijf keer het maximum van de punten. Aan het einde van de puntentelling bleek hij als vierde te zijn geëindigd met 125 punten. Dit was een evenaring van het beste Joegoslavische resultaat uit 1962, echter deden er toen minder landen mee.

### Gekregen punten

#### Finale
| 12 punten                                                       | 10 punten         | 8 punten                         | 7 punten    | 6 punten                  |
| --------------------------------------------------------------- | ----------------- | -------------------------------- | ----------- | ------------------------- |
| - België - Denemarken - Finland - Turkije - Verenigd Koninkrijk | - Israël - Spanje | - Cyprus - Luxemburg - Noorwegen | - Nederland | - Duitsland - Griekenland |
| 5 punten                                                        | 4 punten          | 3 punten                         | 2 punten    | 1 punt                    |
|                                                                 |                   |                                  |             | - Italië - Oostenrijk     |

### Punten gegeven door Joegoslavië

#### Finale
Punten gegeven in de finale:
| 12 punten | Luxemburg   |
| 10 punten | Israël      |
| 8 punten  | Italië      |
| 7 punten  | Zwitserland |
| 6 punten  | Cyprus      |
| 5 punten  | Nederland   |
| 4 punten  | Oostenrijk  |
| 3 punten  | Frankrijk   |
| 2 punten  | Portugal    |
| 1 punt    | Zweden      |

1961 · 1962 · 1963 · 1964 · 1965 · 1966 · 1967 · 1968 · 1969 · 1970 · 1971 · 1972 · 1973 · 1974 · 1975 · 1976 · 1977-1980 · 1981 · 1982 · 1983 · 1984 · 1985 · 1986 · 1987 · 1988 · 1989 · 1990 · 1991 · 1992